# Antoine Deparcieux
A nu se confunda cu Antoine Deparcieux (1753-1799).
Antoine Deparcieux (n. 28 octombrie 1703 la Peyremale - d. 2 septembrie 1768 la Paris) a fost un matematician francez.
Nepotul său a fost de asemenea matematician și a purtat același nume: Antoine Deparcieux (1753-1799)

## Biografie
S-a născut în familia unui mic agricultor.
Un protector al familiei i-a remarcat talentul precoce și l-a îndrumat să urmeze Colegiul din Lyon.
Studiile superioare le-a urmat la Paris.

## Activitate științifică
A fost apreciat ca un mare geometrie, filozof și ca om de știință.
A întocmit tabele cu 7 zecimale pentru sinus, tangentă și secantă, din minut în minut și tabele de logaritmi cu 8 zecimale.
L-a preocupat probabilitatea privind șansele longevității și determinarea rentelor viagere.
A construit și cadrane solare, lucru pentru care a fost apreciat și răsplătit.
De asemenea a inventat și perfectat mai multe mașini pentru industrie ca: mașina de fabricat țigări, pompa la Arnouville și alta la Crécy pentru pomparea apei la înălțimi.
A îndeplinit funcția de cenzor regal.
În 1746 a devenit fost membru al Academiei Franceze de Științe.
Ulterior a fost admis membru al mai multor academii străine.
A fost un caracter plin de simplitate, fără ambiție și vanitate.

## Scrieri
- 1740: Tables astronomiques;

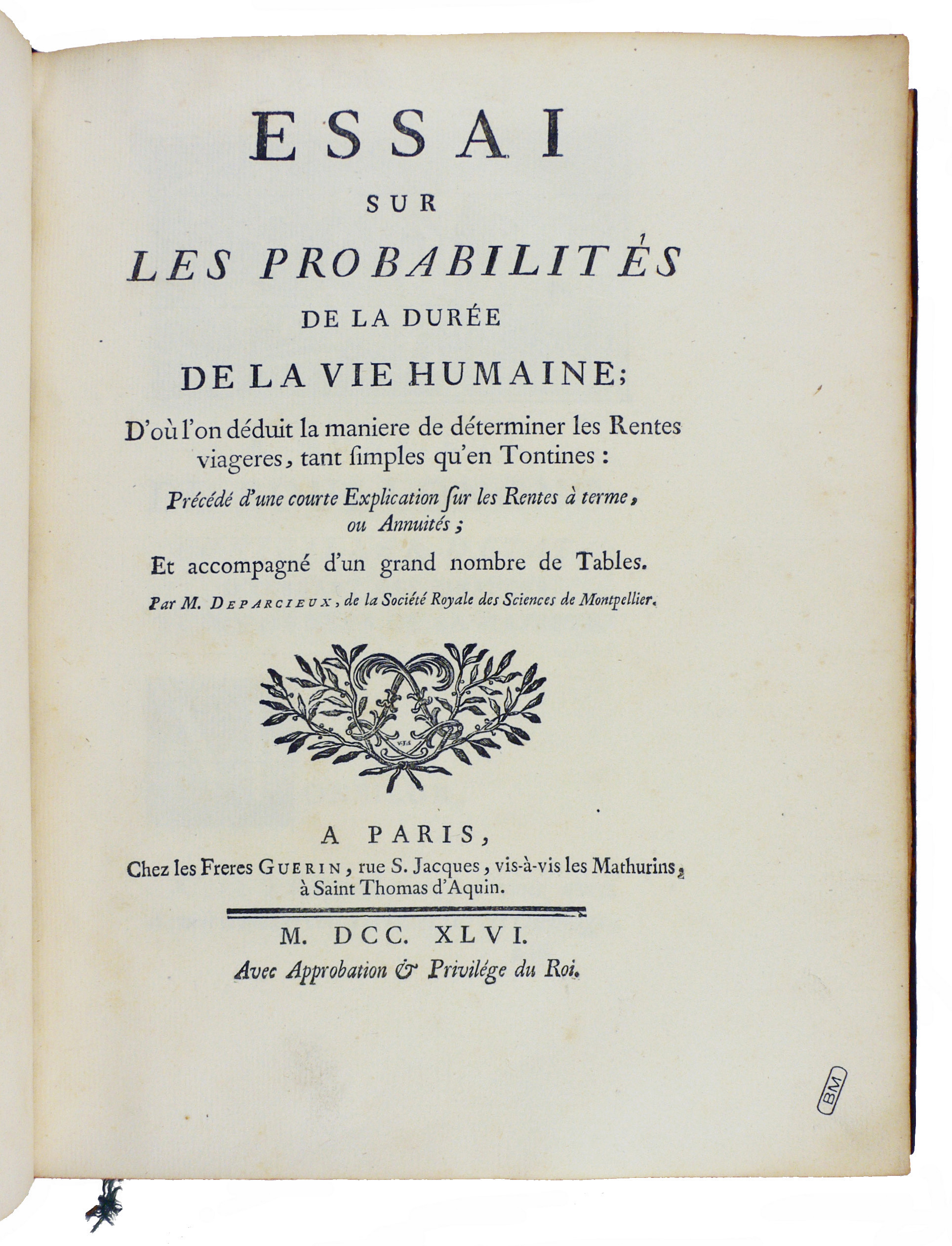
Essai sur les probabilités, 1746.

- 1741: Nouveaux traités de trigonométrie;
- 1746: Éssai sur la probabilité de la durée de la vie humaine, d'oú l'on deduit la manière de détérminer les rentes viagères, tant simples qu'en tantines;
- Annuities upon Lives de Moivre.